# 埼玉県立鷲宮高等学校
埼玉県立鷲宮高等学校（さいたまけんりつわしのみやこうとうがっこう）は、埼玉県久喜市にある全日制普通科男女共学の高等学校。

## 概要
本校の元々の住所であった埼玉県北葛飾郡鷲宮町は、1955年1月1日から2010年3月22日までは、行政上の「鷲宮町」を「わしみやまち」と読んでいたが、最寄り駅の鷲宮駅や鷲宮神社などは昔から「わしのみや」と読んでおり、「鷲宮」の読み方が2つ存在した。
本校は1978年の創立時から「鷲宮高校（わしみやこうこう）」と呼ばれていたが、久喜市・鷲宮町・栗橋町・菖蒲町の1市3町の合併により2010年3月23日から久喜市になった際、鷲宮の読み方を「わしのみや」に統一したことにあわせ、2011年4月から校名が「鷲宮高校（わしのみやこうこう）」となった。漢字は今までと同じだが、読み方のみ改称した。
生徒数は男子が約380名、女子が約480名。1年生は共通科目を学び、2年・3年生では文系・理系に分かれる。

## 沿革
- 1978年（昭和53年）- 地元からの強い要望により埼玉県立鷲宮（わしみや）高等学校創設。
- 1997年（平成9年）- 野球場新設、テニスコート整備工事完了
- 2011年（平成23年）- 「鷲宮」の呼称を「わしみや」から「わしのみや」に統一するという新・久喜市の方針にあわせ、「埼玉県立鷲宮（わしのみや）高等学校」と改称。

## 進路
毎年、卒業生の約35％～45％が専門学校へ進学する。大学進学は約25％～30％程度で、就職は約17％～18％。
平成18年度の進路状況は、大学77名（浪人含む）・短大42名・専門学校107名・就職29名だった。

## 施設
1997年に野球専用グラウンドが完成した。公立高校では珍しく、野球部の雨天練習場がある。3人が同時に投げられるブルペンも併設されている。

## クラブ
運動部の中でも野球部は特に盛んで、1995年春（第67回）に甲子園出場を果たした（初戦敗退）。近年の県大会でも上位の成績を残しており、地域では野球部の強い高校として知られる。秋季関東高校野球大会に3度出場、春季関東高校野球大会に4度出場経験がある。

夏の甲子園出場経験はないが、2006年の第88回全国高校野球選手権埼玉県大会・準優勝が最高成績。
- 運動部
  - 野球部、サッカー部、ラグビー部、バドミントン部（女）、バレー部（男）、バレー部（女）、剣道部、柔道部、バスケット部（男）、バスケット部（女）、ソフトテニス部（男）、ソフトテニス部（女）、卓球部（男）、卓球部（女）、陸上部、ソフトボール部

- 文化部
  - 写真部、美術部、茶道部、華道部、JRC、情報処理部、演劇部、調理部、吹奏楽部、フォークソング部、書道部、漫画研究部、軽音楽部

## 著名な卒業生
- 鴨下瞬（元新潟アルビレックスBC　投手）
- 高橋功一（元日本ハムファイターズ　投手）
- 西谷尚徳（元阪神タイガース　内野手）
- 増渕竜義（元北海道日本ハムファイターズ　投手）
- 泉堂成（宝塚歌劇団宙組男役）

## 交通
- 東武伊勢崎線「鷲宮駅」より徒歩15分